# Шапло
Шапло́ — тауншип в провинции Онтарио, Канада. Входит в состав административного округа Садбери. Население — 2354 чел. (по переписи 2006 года).

## География
Шапло расположен на северо-западе округа Садбери, недалеко от границы с округом Алгома. Географически тауншип, как и весь округ, относится к региону Северо-Восточная Онтарио. Ближайшим городами являются Су-Сент-Мари, Тимминс и Грейтер-Садбери.
Рядом с тауншипом расположен Королевский охотничий заказник Шапло общей площадью 7000 км².

## Климат
| Показатель                                                                                 | Янв. | Фев. | Март | Апр. | Май | Июнь | Июль | Авг. | Сен. | Окт. | Нояб. | Дек. | Год  |
| ------------------------------------------------------------------------------------------ | ---- | ---- | ---- | ---- | --- | ---- | ---- | ---- | ---- | ---- | ----- | ---- | ---- |
| Абсолютный максимум, °C                                                                    | 6    | 10   | 18   | 26   | 33  | 32   | 35   | 34   | 31   | 25   | 19    | 11   | 35   |
| Средний суточный максимум, °C                                                              | −8   | −5   | 1    | 10   | 18  | 23   | 25   | 24   | 19   | 11   | 2     | −4   | 9,7  |
| Средний суточный минимум, °C                                                               | −20  | −19  | −13  | −4   | 3   | 9    | 11   | 10   | 7    | 0    | −6    | −15  | −3,1 |
| Абсолютный минимум, °C                                                                     | −43  | −40  | −37  | −23  | −7  | −2   | 2    | 1    | −5   | −12  | −25   | −39  | −43  |
| Норма осадков, мм                                                                          | 53   | 47   | 53   | 60   | 65  | 90   | 80   | 68   | 96   | 91   | 67    | 62   | 832  |
| Источник: http://www.myweather2.com/City-Town/Canada/Ontario/Chapleau/climate-profile.aspx |      |      |      |      |     |      |      |      |      |      |       |      |      |

## История

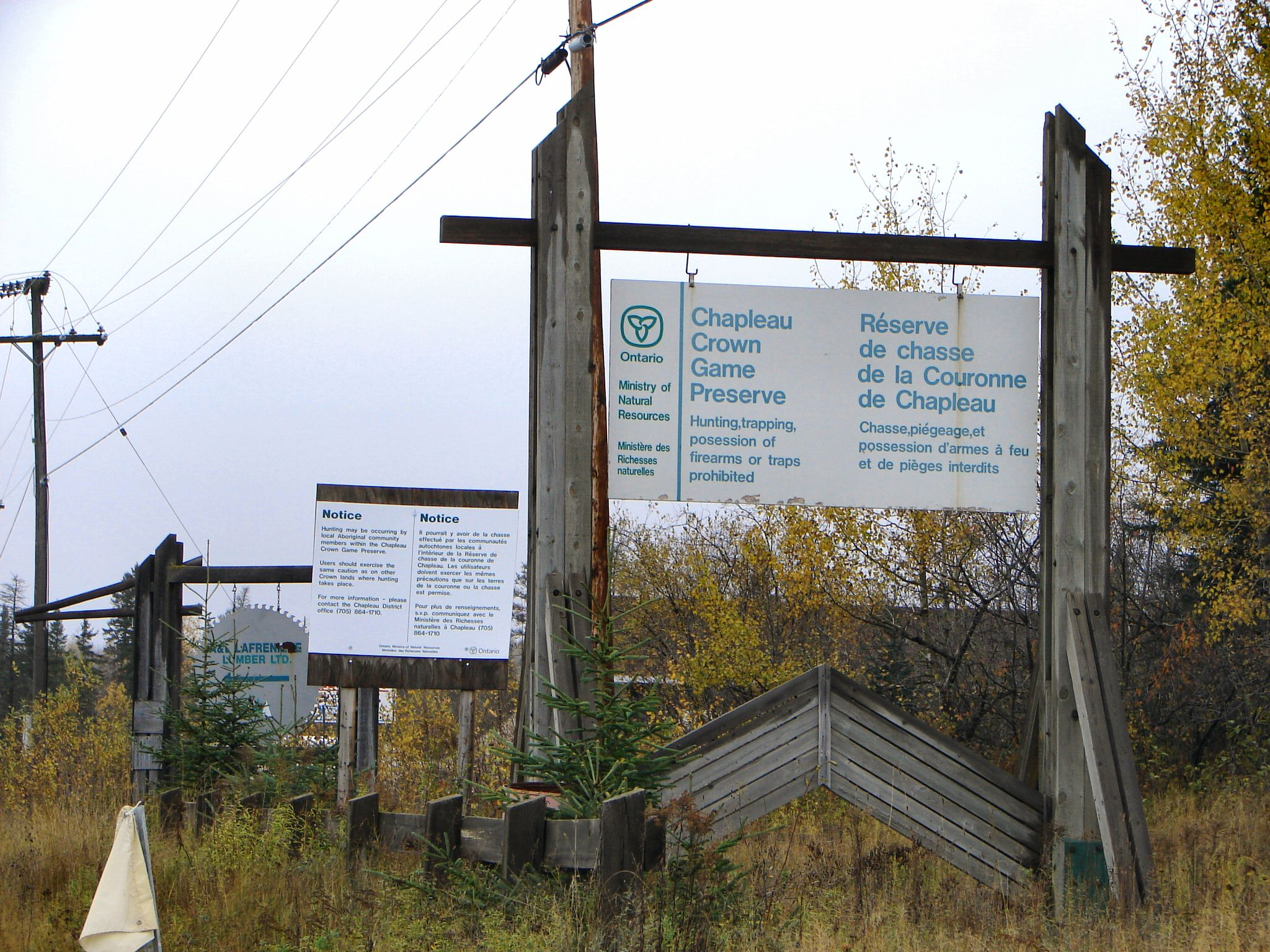
На въезде в заказник Шапло.

Первыми европейцами, пришедшими на эти места, были сотрудники Компании Гудзонова залива, основавшие в 1777 году торговый пост в 80 км от современного Шапло. Датой основания тауншипа считается 1885 год, когда компанией Canadian Pacific Railway здесь была проведена железная дорога и на ней построена станция. Своё название населённый пункт получил в честь Жозефа-Адольфа Шапло, тогдашнего канадского политика, бизнесмена и журналиста.

## Население
Согласно переписи 2006 года, в городе проживало 2354 человека. Для сравнения, в 2001 году (согласно переписи), проживало 2832 человека (снижение за 5 лет на 16,9 %).
Средний возраст населения составляет 40,0 лет (по сравнению с 39,0 в среднем для Онтарио). Для мужчин этот показатель составляет 39,9 лет, для женщин — 40,1 года (38,1 и 39,9 для Онтарио, соответственно). 80,5 % составляют жители возрастом от 15 лет и выше.
Всего по переписи 2006 года на территории тауншипа зарегистрировано 660 семей.
Для почти 1,5 тысячи человек родным языком является английский. Носителей французского почти в два раза меньше.

## Транспорт
Рядом с городом проходит автотрасса Ontario Highway 101, от которой до Килларни проведена трасса Ontario Highway 129.
Через Шапло пролегает железная дорога.
У тауншипа есть свой аэропорт.